# Аксельрод, Глеб Борисович
Глеб Бори́сович Аксельро́д (11 октября 1923, Москва — 2 октября 2003, Ганновер) — российский пианист и музыкальный педагог. Заслуженный артист РСФСР (1966).

## Биография
Учился в Музыкальном училище при Московской консерватории у Л. И. Ройзмана, окончил Московскую консерваторию (1948), класс Григория Гинзбурга,  (1951) у него же – аспирантуру. 
Лауреат Международного музыкального фестиваля «Пражская весна» (I премия имени Сметаны, 1951), четвертая премия на международном конкурсе имени Лонг и Тибо в 1955, обладатель второй премии на первом Международном конкурсе пианистов имени Вианы да Мотта (1957, вслед за Наумом Штаркманом). 
В 1959—1997 годах преподавал в Московской консерватории, с 1967 года - доцент, с 1979 года - профессор. В то же время он участвовал в качестве члена жюри в различных международных конкурсах .  Среди учеников: Гульджамиля Кадырбекова, Сергей Мусаелян  Рувим Островский, Дмитрий Побединский и др.

## Награды
- 1966 — Заслуженный артист РСФСР

## Публикации об этом педагоге
- Л. Григорьев, Я. Платик Современные пианисты. М.: Сов. комп., 1990, с. 9-10
- А. Готлиб Пианисты. Глеб Аксельрод // Советская музыка, 1956 № 5, с. 152
- В. Обрубов В Лиссабоне // Советская музыка, 1958 № 1, с. 145-146
- Флористан. Заметки на полях концертных программ // Советская музыка, 1959 № 2, с. 142-143
- Л. Живов Фортепианный вечер Глеба Аксельрода // Музыкальная жизнь, 1961 № 1
- М. Смирнов Играет Глеб Аксельрод // Советская музыка, 1963 № 3, с. 80
- М. Бонфельд Письма из городов. Вологда // Советская музыка, 1970 № 7, с. 96
- М. Овчинников Бетховенская программа // Музыкальная жизнь, 1982 № 4
- Е. К. Кулова Исполнительское искусство Глеба Аксельрода // Музыкально-исполнительское искусство: проблемы стиля и интерпретации. Сб. научных трудов Московской консерватории. М., 1989, с. 144-157